# Князья Палей
Пале́й (пол. Palej) — дворянский угасший российский княжеский род.
Палей—княжеский род, происходящий по прямой мужской линии от династии Романовых,  не принадлежащих к Императорскому Дому, подобно другим потомкам Романовых, рождённым от морганатических (т.е. неравноправных) браков.
Великий князь Павел Александрович, 6-й сын императора Александра II, вторично женился на Ольге Валериановне (по первому браку Пистолькорс), которая получила от Баварского короля титул графини Гогенфельзен, а в 1915 году император Николай II пожаловал графине Ольге Валериановне Гогенфельзен (урожд. Карнович) и трём её детям от великого князя Павла Александровича княжеский титул с фамилией Палей

## Описание гербов
Герб дворян Палей

Полота изм.

В красном поле обращённая влево рука, держащая факел и пронзённая наискось вправо стрелою (изм. герб Полота). Щит увенчан дворянскими шлемом и короной. Нашлемник: две башни с флагами. Намёт на щите красный, подложенный серебром.
Герб князей Палей
В серебряном щите княжеская шапка. На чёрной кайме восемь оторванных львиных голов — четыре золотых, четыре серебряных. В золотой главе щита чёрный взлетающий Государственный орёл с червлёным щитком на груди, в нем вензель Николая II. Герб украшен княжеской мантией и увенчан княжеской короной. Герб рода князей Палей внесён в XX-ю часть Общего гербовника дворянских родов Всероссийской империи (с. 1).

## Представители рода

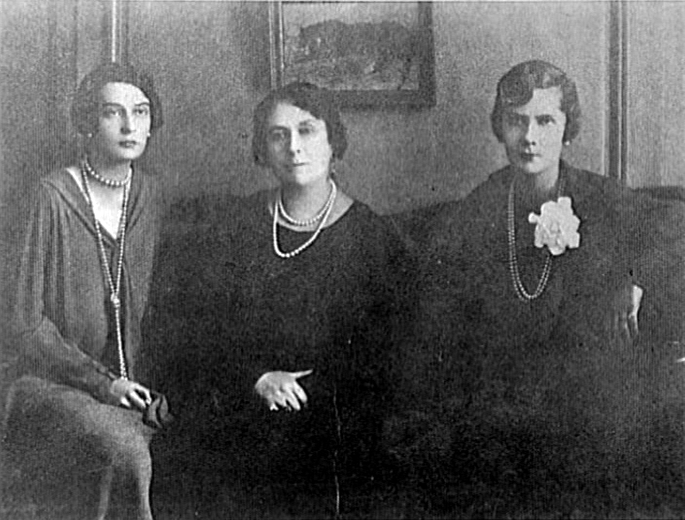
Ольга, Ирина и Наталья Палей, 1920-е годы

- Палей, Ольга Валериановна (1865—1929) — морганатическая супруга великого князя Павла Александровича — и их дети:
  - князь Владимир (1897—1918), поэт. Убит большевиками близ Алапаевска.
  - княжна Ирина (1903—1990). Муж (с 1923 года) — князь императорской крови Фёдор Александрович (1898—1968), сын великого князя Александра Михайловича.
  - княжна Наталья (1905—1981). Первый муж — Люсьен Лелонг, второй — Джон Вильсон.